# Michael Schacht (Schauspieler)
Michael Schacht (* 25. Februar 1941 in Berlin; † 20. August 2022 in Bern) war ein deutscher Theater-, und Filmschauspieler und Hörspielsprecher.

## Leben und Wirken
Schacht absolvierte von 1962 bis 1966 eine Schauspielausbildung an der Schauspielschule in Frankfurt am Main. Ab der Spielzeit 1964/65 hatte er erste Rollen an den Städtischen Bühnen und am Theater am Turm in Frankfurt und in der Folgesaison am Staatstheater Kassel. Von 1966 bis 1968 war er am Städtebundtheater Biel-Solothurn engagiert. 1967/1968 wirkte er bei den Freilichtspielen Schwäbisch Hall und den Gandersheimer Domfestspielen mit. 1968/1969 spielte er am Theater am Neumarkt in Zürich. Von 1970 bis 1972 war er am Schauspielhaus Zürich, 1972/73 am Stadttheater St. Gallen und von 1974 bis 1978 am Stadttheater Bern. 
Ab 1978 war er freischaffend tätig, u. a. mit Rollen am Kleintheater Kramgasse 6 in Bern, am Atelier-Theater Bern und als Puppenspieler am Berner Puppentheater. Ende der 1970er-Jahre war Schacht als Interpret und Texter bei Schweizer Radio DRS (später Schweizer Radio und Fernsehen) tätig. Er sprach ab 1989 die Hauptfigur des Privatdetektivs Maloney in der Hörspielserie Die haarsträubenden Fälle des Philip Maloney. Daneben wirkte er in zahlreichen Filmen, Hörspielen und Synchronisationen mit und war Off-Sprecher beim Schweizer Fernsehen.
Er lebte in Bern. Seine Lebenspartnerin war die Schauspielerin, Radiomoderatorin und Musikredaktorin Beatrice Schüpbach. Schacht verstarb am 20. August 2022 mit 81 Jahren nach längerer Krankheit.

## Filmografie (Auswahl)
- 1966: O Wildnis (Fernsehfilm)
- 1968: Die Bürger von Calais (Fernsehfilm)
- 1974: Tag der Affen (Fernsehfilm)
- 1981: Sonne, Wein und harte Nüsse (Fernsehserie, 1 Episode)
- 1983: Dog-Race
- 1984: Der Ruf der Sibylla
- 1984: Der Räuber
- 1988: Cagney & Lacey (Fernsehserie, 1 Episode)
- 1989: Pestalozzis Berg
- 1991: Fire: Trapped on the 37th Floor (Fernsehfilm)
- 1993: Rund um die Liebe
- 1993: Tatort: Gehirnwäsche